# Norge i olympiska sommarspelen 1948
Norge deltog med 81 deltagare vid de olympiska sommarspelen 1948 i London. Totalt vann de sju medaljer och slutade på nittonde plats i medaljligan.

## Medaljer

### Guld
- Thor Thorvaldsen, Sigve Lie och Hakon Barfod - Segling, dragon

### Silver
- Aage Eriksen - Brottning, grekisk-romersk stil, lättvikt
- Bjørn Paulson - Friidrott, höjdhopp
- Ivar Mathisen och Knut Østby - Kanotsport, K2 - 10 000 m

### Brons
- Eivind Skabo - Kanotsport, K1 - 10 000 m
- Kristoffer Lepsøe, Thorstein Kråkenes, Harald Kråkenes, Hans Egil Hansen, Halfdan Gran Olsen, Leif Næss, Thor Pedersen, Carl Monssen och Sigurd Monssen - Rodd, åtta med styrman
- Willy Røgeberg - Skytte, 300 m gevär tre positioner